# Aicone
Aicone (Milano, ... – Milano, 7 settembre 918) è stato un vescovo italiano, arcivescovo di Milano dal 906 al 918.

## Biografia
Secondo una tradizione durata almeno fino al XIX secolo, veniva presentato come membro della famiglia aristocratica milanese degli Oldrati.
Una volta eletto alla cattedra arcivescovile nel giugno del 906, l'arcivescovo Aicone si dedicò subito nell'amministrazione dell'arcidiocesi.  Nel giugno del 912 approvò per iscritto uno scambio di beni tra l'abbadessa del monastero di Gisone a Milano e Ingelperto, custode presso la chiesa di San Pietro, situata nelle vicinanze del monastero di Sant'Ambrogio ed affidata all'amministrazione di quest'ultimo.
Aicone morì a Milano il 7 settembre 918. Fu sepolto nella cattedrale jemale di Santa Maria Maggiore.